# Strahlungswiderstand
Der Strahlungswiderstand {\displaystyle R_{\mathrm {s} }} einer Antenne beschreibt den Zusammenhang zwischen dem Antennenstrom I an den Anschlussklemmen der Antenne und der abgestrahlten Leistung {\displaystyle {\overline {P}}}:
{\displaystyle R_{\mathrm {s} }={\frac {\overline {P}}{I^{2}}}}
Er ist Folge der Strahlungsrückwirkung und wird im Rahmen der Elektrodynamik durch die Abraham-Lorentz-Gleichung beschrieben.
In der Praxis stellt eine Möglichkeit dar, die in der Elektrodynamik analytisch in vielen Fällen nur schwer zugängliche Feldkonfiguration einer Antenne auf die elektrischen Parameter am Speisepunkt der Antenne zurückzuführen.
Zusammen mit den Verlustwiderstand {\displaystyle R_{\mathrm {v} }} der Antenne, welcher beispielsweise die ohmschen Widerstandsanteile der Antennendrähte umfasst, bildet der Strahlungswiderstand  den Fußpunktwiderstand {\displaystyle R_{\mathrm {fp} }} einer Antenne:
{\displaystyle R_{\mathrm {fp} }=R_{\mathrm {s} }+R_{\mathrm {v} }}
Der Strahlungswiderstand hängt nicht vom Material ab, wohl aber von der Frequenz ({\displaystyle R_{\mathrm {s} }=R_{\mathrm {s} }(f)}) und außerdem – ähnlich wie der Leitungswellenwiderstand eines Kabels – von der  geometrische Form im Aufbau und von der Umgebung im Nahfeld der Antenne.

## Beispiele
Eine λ/2-Dipolantenne hat im freien Raum bei ihrer Resonanzfrequenz einen Strahlungswiderstand von 73,2 Ω.
Eine Groundplane-Antenne mit unendlich ausgedehnter, ideal leitender Erdungsebene, die in diesem Aufbau nur als Denkmodell besteht, weist einen Strahlungswiderstand von 36,6 Ω auf.
Bei einer stark kapazitiv belasteten T-Antenne mit sehr großer Dachkapazität ist der Strahlungswiderstand geringer und liegt bei unter 20 Ω. Er lässt sich analytisch mit folgender Gleichung bestimmen:
{\displaystyle R_{S}=80\,\pi ^{2}\left({\frac {h}{\lambda }}\right)^{2}}
mit
- der Höhe {\displaystyle h}
- der Wellenlänge {\displaystyle \lambda }.

Der Strahlungswiderstand ermöglicht für den praktischen Einsatz eine begründete und wohlfundierte Näherung einzuführen, welche die Zusammenhänge besser nachvollziehbar macht als die vollständige Lösung der Feldgleichungen zusätzlich zu den mechanischen und elektrischen Gleichungen.